# Félag

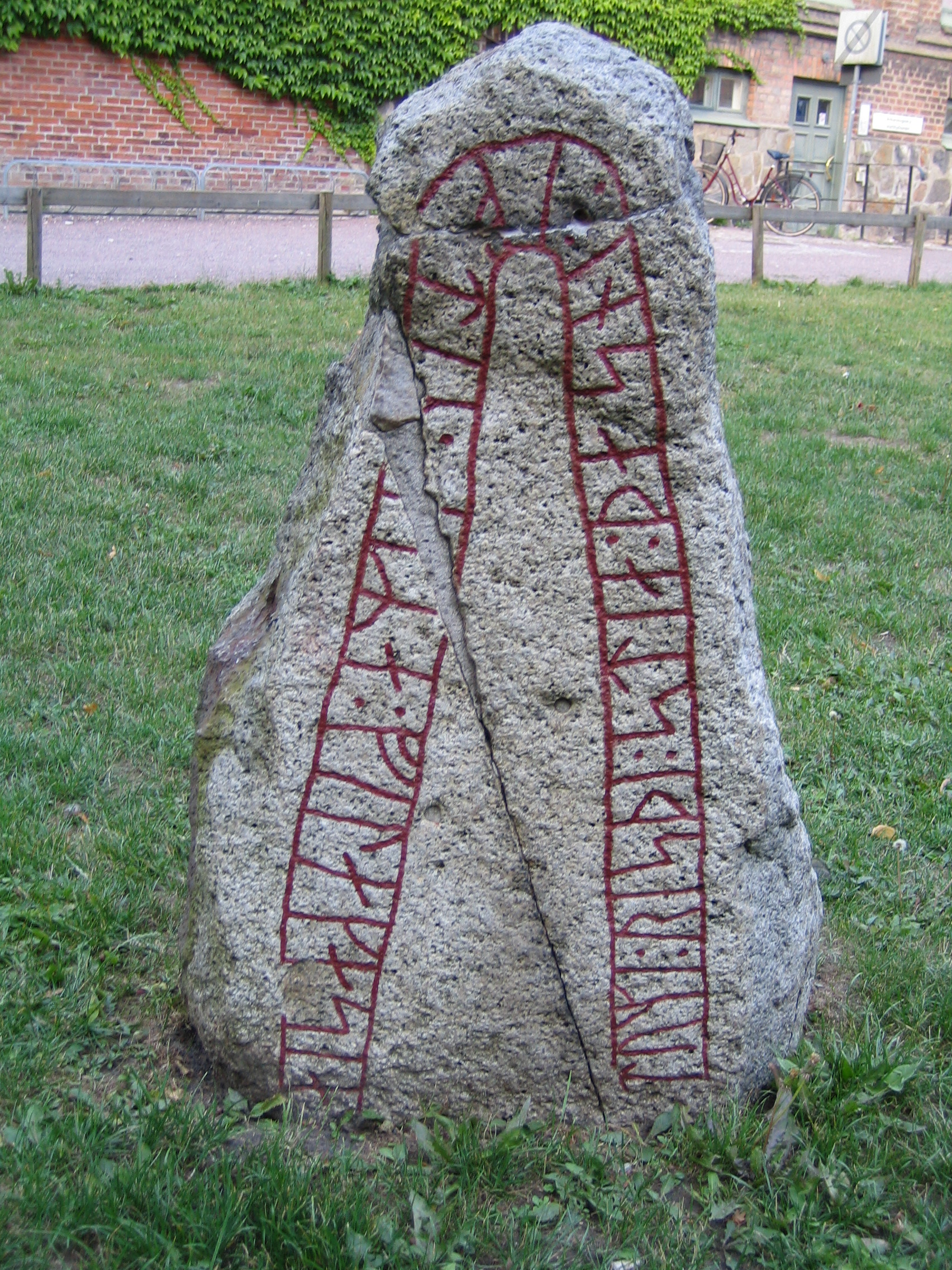
DR 270 a Scania, la moderna Suècia, és una de les múltiples pedres rúniques que van ser alçades en commemoració d'algun félagi, una 'companyia'

Félag (nòrdic antic n. 'companyia, associació') era una empresa o companyonia conjunta entre membres de la societat de l'era vikinga.

## Etimologia
La paraula félag es construeix mitjançant la paraula fé ('bestiar, riquesa') i una base verbal que denota 'posar', i el seu significat es 'posar junts propietats'.
L'antiga paraula nòrdica félagi, 'company, camarada', que significa originàriament 'un que ha fet félag amb un altre', s'ha traduït en la paraula anglesa moderna com company (fellow) de l'anglès antic feolaga, fælle, del danès antic felge i el noruec felle.
La paraula de l'anglès modern companyia (fellowship) deriva de l'arrel de l'antic nòrdic félag, afegint el sufix -vaixell com un 'estat de ser', cognat amb l'islandès félagskap. La paraula també es dona en altres idiomes: el noruec fellesskap i el danès fællesskab.

## Inscripcions rúniques
El terme félag és mencionat en un ampli nombre d'inscripcions rúniques, amb la forma més utilitzada félagi (vegeu la secció d'etimologia), i en aquest context significa 'camarada, germà d'armes o company'. Les pedres rúniques que han utilitzat el terme félag inclouen Sö 292 a Bröta, Vg 112 a Ås, Vg 122 a Abrahamstorp, l'ara perdut Vg 146 a Slöta, Vg 182 a Skattegården, U 391 a vila Karlsro, l'ara perdut U 954 a Söderby, DR 1 a Haddeby, DR 66 i DR 68 a Århus, DR 125 a Dalbyover, DR 127 a Hobro, DR 262 a Fosie, DR 270 a Skivarp, DR 279 a Sjörup, DR 316 a Norra Nöbbelöv, DR 318 a Håstad, DR 321 a Västra Karaby, DR 329 i DR 330 a Gårdstånga, DR 339 a Stora Köpinge, i X UaFv1914;47 a Berezanj, Ucraïna.

### N 648
Félag és mencionat en N 648, un runekjevle (peça en forma de cilindre de fusta amb una banda llisa per a inscriure les runes) excavat a Bergen. La inscripció es remunta a principis del segle xiv. La inscripció parla de Þórir la Bella, que saluda el seu félagi Hafgrímr, i demana a la seva parella que l'ajudi en el seu temps de necessitat.